# Bāsh Kalāteh
Bāsh Kalāteh (persiska: باش کلاته) är en ort i Iran.   Den ligger i provinsen Nordkhorasan, i den nordöstra delen av landet, 500 km öster om huvudstaden Teheran. Bāsh Kalāteh ligger 1 605 meter över havet och antalet invånare är 291.
Terrängen runt Bāsh Kalāteh är kuperad åt sydost, men åt nordväst är den bergig. Runt Bāsh Kalāteh är det ganska glesbefolkat, med 27 invånare per kvadratkilometer. Närmaste större samhälle är Kāstān, 11,0 km nordväst om Bāsh Kalāteh. Omgivningarna runt Bāsh Kalāteh är i huvudsak ett öppet busklandskap.